# Gary Becker
Gary Becker, ameriški ekonomist, pedagog in akademik, nobelovec, * 2. december 1930, Pottsville, Pensilvanija, Združene države Amerike, † 3. maj 2014, Chicago, Illinois.
Sprva je učil na Univerzi Columbia (1957-1968), od leta 1968 do konca kariere pa na Univerzi v Chicagu. Znan je predvsem po svojem delu na področju družinske ekonomije.
Bil je član Nacionalne akademije znanosti ZDA in Pontifikalne akademije znanosti. Leta 1992 je prejel Nobelovo nagrado za ekonomijo.